# Carlos Alberto (calciatore 1988)
Carlos Alberto da Silva Gonçalves Júnior, meglio noto come Carlos Alberto (San Paolo, 22 febbraio 1988), è un calciatore brasiliano, centrocampista del Foz do Iguaçu.

## Carriera
Ha giocato nella massima serie dei campionati brasiliano e maltese, e nella seconda divisione brasiliana.